# Hosszúhát megállóhely
Hosszúhát megállóhely egy Hajdú-Bihar vármegyei vasúti megállóhely Szerep településen, a MÁV üzemeltetésében. A község központjától mintegy 4 kilométerre nyugatra, a névadó településrész északi részén található, közúti elérését a 4211-es útból kiágazó 42 313-as út biztosítja.

## Vasútvonalak
A megállóhelyet az alábbi vasútvonalak érintik:
- Kötegyán–Püspökladány-vasútvonal

## Kapcsolódó állomások
A megállóhelyhez az alábbi állomások vannak a legközelebb:
- Szerep megállóhely (Kötegyán–Püspökladány-vasútvonal)
- Püspökladány-Vásártér megállóhely (Kötegyán–Püspökladány-vasútvonal)
- Ürmöshát megállóhely

## Forgalom
| Járat        | Útvonal | Gyakoriság     |
| ------------ | --- | -------------- |
| személyvonat | Püspökladány – Püspökladány-Vásártér – Hosszúhát – Szerep – Sárrétudvari – Biharnagybajom – Füzesgyarmat – Füzesgyarmatfürdő – Szeghalom (– Vésztő) | Kb. 2 óránként |